# Amphinemura longispina
Amphinemura longispina är en bäcksländeart som först beskrevs av Okamoto 1922.  Amphinemura longispina ingår i släktet Amphinemura och familjen kryssbäcksländor. Inga underarter finns listade i Catalogue of Life.